# Задионченко, Семён Борисович
Семён Борисович Задионченко (настоящее имя Шимон Борухович Зайончик; 10 (22) июня 1898, м. Ржищев, Ржищевская волость, Киевский уезд, Киевская губерния, Российская империя — 19 ноября 1972, Москва, СССР) — советский партийный и государственный деятель. Первый секретарь Днепропетровского и Сталинского обкомов КП(б) Украины, Башкирского и Кемеровского обкомов ВКП(б) (1938—46). Входил в состав особой тройки НКВД СССР, был активным участником сталинских репрессий.

## Биография
Родился 10 (22) июня 1898 в местечке Ржищев Ржищевской волости Киевского уезда Киевской губернии Российской империи (ныне город в составе Ржищевской городской общины Обуховского района Киевской области Украины), в семье рабочего. В 1914 г. окончил Кременчугское ремесленно-техническое училище. По национальности еврей.
- 1916—1917 гг. — в русской армии,
- 1917—1925 гг. — в Красной Гвардии, РККА. Участник Гражданской войны.
- 1925—1931 гг. — инструктор Всесоюзного правления сельскохозяйственной кооперации, уполномоченный Всероссийского центрального животноводческого союза по Донбассу, Средней Азии и Казахстану, заведующий отделом Кубанского окружного «Животноводсоюза», директор совхоза «Скотовод» (Казахская АССР), заместитель начальника управления кадров Всесоюзного объединения «Скотовод»,
- 1931—1934 гг. — заведующий организационным отделом, заместитель председателя Бауманского районного Совета г. Москвы,
- 1934—1936 гг. — председатель Бауманского районного Совета,
- 1936—1937 гг. — первый секретарь Бауманского районного комитета ВКП(б),
- 1937—1938 гг. — заместитель председателя СНК РСФСР,
- февраль-июнь 1938 гг. — и. о. первого секретаря Днепропетровского областного комитета КП(б) Украины,
- 1938—1941 гг. — первый секретарь Днепропетровского областного комитета КП(б) Украины,
- 1938 г. — входил в состав особой тройки НКВД по Днепропетровской области. Был активным участником в сталинских репрессий - подписывал протоколы тройки, Состав тройки НКВД по Днепропетровской области в 1938 году

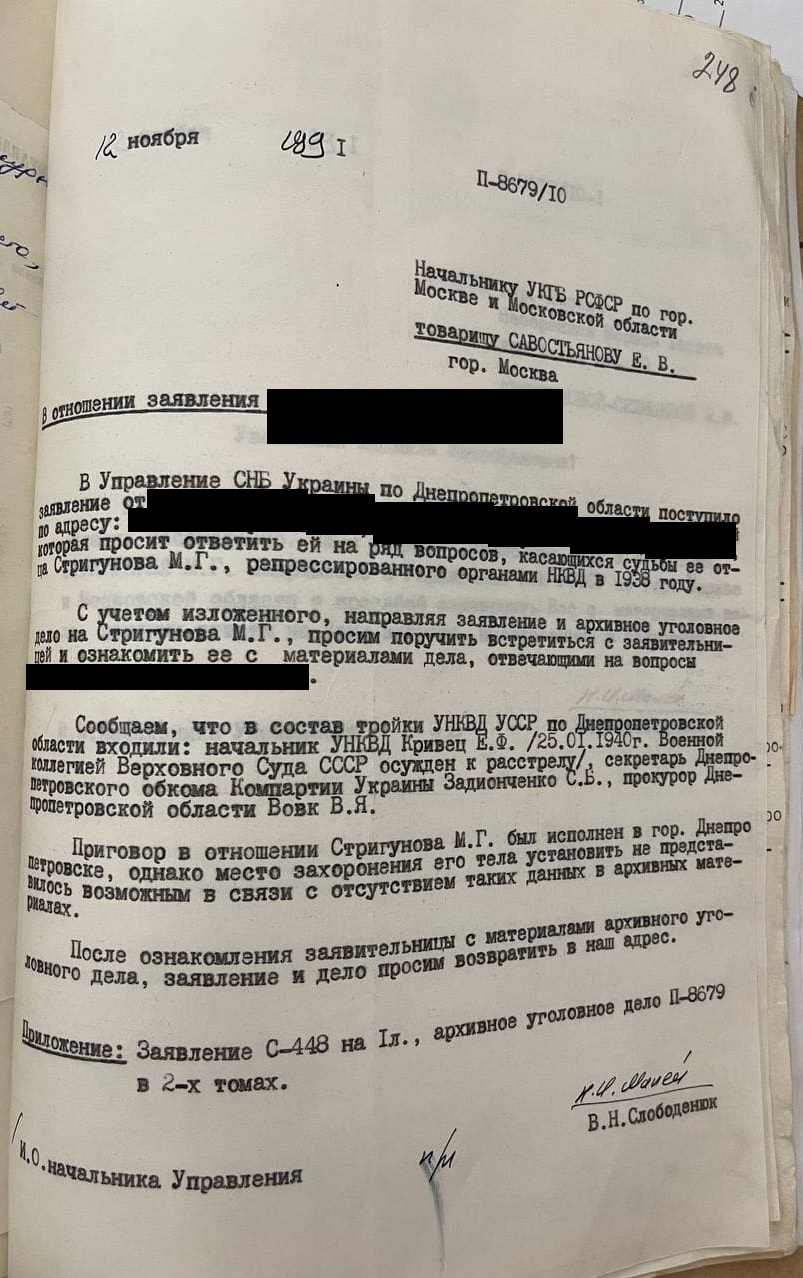
Состав тройки НКВД по Днепропетровской области в 1938 году

- 1938—1949 гг. — кандидат в члены Политбюро ЦК КП(б) Украины,
- 1941 г. — член Военного Совета Южного фронта,
- 1941 г. — первый секретарь Сталинского областного комитета КП(б) Украины,
- 1941—1942 гг. — начальник политического управления Народного комиссариата земледелия СССР,
- 1942—1943 гг. — первый секретарь Башкирского областного комитета ВКП(б),
- 1943—1946 гг. — первый секретарь Кемеровского областного комитета ВКП(б),
- 1946—1948 гг. — инспектор ЦК ВКП(б),
- 1948 г. — заведующий отделом тяжёлой промышленности ЦК ВКП(б),
- 1948—1951 гг. — первый заместитель министра заготовок СССР,
- 1951—1952 гг. — инспектор ЦК ВКП(б),
- 1952—1953 гг. — заведующий подотделом Отдела партийных, профсоюзных и комсомольских органов ЦК ВКП(б) — КПСС,
- 1953—1954 гг. — заведующий сектором территориальных парторганизаций Отдела партийных, профсоюзных и комсомольских органов ЦК КПСС,
- 1954—1958 гг. — инспектор ЦК КПСС.

С 1958 года на пенсии; в аппарате Совета Министров РСФСР.
Член РКП(б) с 1919 года. Член ЦК ВКП(б) в 1939—1952 годах. Депутат Верховного Совета СССР 1—2-го созывов.
Сын Владимир (род. 1941) — доктор медицинских наук, заслуженный деятель науки РФ.
Умер 19 ноября 1972 года в Москве, где и похоронен на 7-м участке Новодевичьего кладбища.

## Награды
- трижды орден Ленина (в том числе 07.02.1939);
- орден Красной Звезды;
- медали.